# معركة المشارع
معركة المشارع  أو معركة ملوية هي معركة وقعت في مايو 1692 ببلدة المشارع على نهر الملوية في السلطنة الشريفة. ودارت بين جيوش السلطان العلوي إسماعيل بن الشريف وجيوش داي الجزائر الحاج شعبان.

## خلفية تاريخية
كان الحاج شعبان قد انتخبته طوائف الرياس دايًا في عام 1688 بعد رحيل حسين ميزو مورتو. وقرر إعلان الحرب على السلطان العلوي نتيجة الاعتداءات المتكررة على أراضي إيالة الجزائر. وكانت الحدود بين إيالة الجزائر والدولة السعدية في عهد محمد الشيخ عند وادي ملوية منذ حملة تلمسان عام 1551 على العموم. إلى أن ضم السعديون مدينة دبدو سنة 1563. ثم فكيك في عهد أحمد المنصور الذهبي إذ كانت الحدود بين العثمانيين والدولة السعدية تمر بالقرب من مدينة تلمسان مع هجمات موسمية للعثمانيين على دبدو.
بعد أن ضم السلطان العلوي سيدي محمد مدينة وجدة عام 1647. حددت معاهدة سلام بين الطرفين أن وادي تافنة هو الحد الفاصل بين العثمانيين والسلطنة الشريفة.
قاد إسماعيل حملة استكشافية على إيالة الجزائر سنة 1678 في تلمسان. دفع هذا التوغل الحاج شعبان إلى إعلان الحرب على السلطان إسماعيل.

## أحداث المعركة

### الرواية العربية
في سنة 1692، أرسل إسماعيل ابنه زيدان مع جيش من أهل فاس مزود بالعتاد والأسلحة في حملة ضد إيالة الجزائر، فهُزم جيش زيدان نتيجة هروب رماة فاس عند المواجهة مما ألحق بجيش زيدان خسائر جسيمة، فوقّع الصلح بينه وبين فقهاء إيالة الجزائر، ثم الصلح بين السلطان العلوي والسلطان العثماني الذي نص على احترام نصوص المعاهدات السابقة.

### الرواية الفرنسية
علم مولاي إسماعيل بوصول الحاج شعبان إلى وجدة وحاول الانسحاب ، لكنه التقى بالجيش العثماني عند مخاضة ملوح مما أدى إلى دخوله في عدة اشتباكات ضدهم. حدثت هذه التوترات على الحدود العثمانية لأن إسماعيل أراد اعتراف الأوروبيين بمساواته سلطانًا مع إستنبول. لأنه كان يريد الانضمام إلى التحالف الفرنسي العثماني لمواجهة إسبانيا. كما كان يريد تحقيق اتفاق سلام بينه وبين سلطان الآستانة. حتى أن إسماعيل اقترح التحالف مع باي تونس.
تحرك الداي لمواجهة السلطان إسماعيل مع عشرة آلاف إنكشاري و ثلاثة آلاف صبايحية، بالإضافة إلى جيش زواوة لمواجهة أربع عشرة ألف جندي مشاة و ثمانية آلاف فارس جهزهم السلطان إسماعيل. على الرغم من القلة العددية، انتصر جيش شعبان على جيش إسماعيل التي تكبد خسائر تقدر بخمسة آلاف رجل، بينما تكبد جيش الإيالة مائة فقط من الضحايا.
انفرد جاليبير بما رواه حول قيام الداي شعبان بملاحقة الهاربين من الجيش المخزني إلى أسوار فاس واستسلام إسماعيل للداي الذي فرض عليه شروط صلح تعجيزية لم يف بها السلطان بعد ذلك، والرواية ضعيفة نظرا أن المؤرخين المعاصرين وغير المعاصرين للمولى إسماعيل لم يذكروا هذه الحادثة وقد تفـرد بها المؤرخ ليون جاليبار دون سواه.